# Mortal Decision
Mortal Decision (también conocidos como Mortal Decisión) es una banda punk rock, formada en 1991 en Quito, Ecuador.

## Inicios
La agrupación, inicialmente denominada Basora, fue creada por Willy Campaña, César Ferri, Freddy Larenas y Pablo Orejuela, quienes se conocieron en el colegio Montúfar de la ciudad de Quito. Inspirados por bandas como Ilegales, La Pestilencia, D.R.I., Eskorbuto, Sex Pistols y The Exploited, el conjunto se inclinó por un sonido punk.
Como referente del movimiento underground ecuatoriano, Mortal Decision ha participado en los festivales nacionales Al Sur del Cielo, La Semana del Rock Ecuatoriano, Rockmiñawi y Quito Fest. También participó en la versión 2011 del Manizales Grita Rock, en Colombia.

## Trayectoria
En 1994 graban su primer demotape, No hay Quorum, que incluye temas clásicos de la banda como «Alcalde buenos días», «Qué vida» y «Vamos al colegio». Dos años más tarde publican Vota por mí, con temas como «Otro trago más», «No más guerra» y «¿Qué diría Sid Vicius?». A continuación participan en el compilatorio Ecuador para un mundo hardcore, producido en Guayaquil, junto a las bandas porteñas Notoken, N.T.N. y Kaos, y la banda ambateña Contraventores.
El 26 de agosto de 1996, durante un concierto en Solanda, donde Mortal Decisión y otras bandas como P.P. Tilde, Enemigo Público y Disturbio Urbano participaban del lanzamiento de la publicación independiente Fango, la policía reprimió a varios de los asistentes, ante una supuesta orden del presidente de ese entonces, Abdalá Bucaram.
En 1997, Mortal Decision participó en Ecuador Subterráneo, primer disco compacto antológico que también reunió a los grupos nacionales de metal Basca, Ente, Total Death y Chancro Duro, donde incluyen el tema inédito «¿Cuántas muertes más?».
Tras varios cambios de alineación, en 1999 la banda estrenó su tercera producción, Seguimos protestando, que coincidió con una agitada época política y económica en Ecuador, que inició con el feriado Bancario y la dolarización en el año 2000. Por esta época la banda participó además del compilado La Lucha de los Contrarios, nuevamente junto a Notoken, Kaos y Contraventores, pero también esta vez junto a AM-necia, Infección y Protesta de Guayaquil y Toccata & Bulla de Latacunga.
Durante los primeros años del siglo XXI, Mortal Decision continuó con varias presentaciones locales junto a otras bandas emergentes de aquel entonces de la ciudad de Quito como Inocencia Perdida, Konsenso Agresivo, Sapos Muertos, Habeas Corpus, TXK y más. En 2003, y tras un fallido intento de lanzar un álbum compilatorio de sus primeros trabajos, la banda publicó el disco Malos Tiempos, bajo el sello independiente Nigromancia Producciones. En 2010 lanzaron su siguiente álbum, El perfil del asesino.

### Actualidad
En 2020, durante la pandemia por Covid-19, Mortal Decision participó del festival virtual internacional Ke Futuro y del festival virtual local Muro Fest. El 20 de mayo de 2022, la banda abrió para los norteamericanos Brujería en la ciudad de Ibarra, junto a las agrupaciones Behind the Mirror, Genoxida, Grotesco y Notoken. En 2024 estrenaron el single «Sudamérica», difundido en redes sociales.

## Alineación
- Willy Campaña (guitarra y voz)
- Ricardo Murillo (bajo y coros)
- Paulo Narváez (batería)
- Julián Campaña (Guitarra y coros)

## Discografía
- No hay Quorum (1994)
- Vota por mí (1996)
- Seguimos protestando (1999)
- Malos tiempos (2003)
- El perfil del asesino (2010)
- 25 años después del Garage (2014)
- Nunca acabará (2019)